# Новоборовицька волость
Новоборовицька волость — історична адміністративно-територіальна одиниця Городнянського повіту Чернігівської губернії з центром у містечку Нові Боровичі.
Станом на 1885 рік складалася з 17 поселень, 13 сільських громад. Населення — 5582 особи (2727 чоловічої статі та 2855 — жіночої), 1225 дворових господарств.
|                     | Площа, десятин | У тому числі орної, дес. |
| ------------------- | -------------- | ------------------------ |
| Сільських громад    | 9503           | 5633                     |
| Приватної власності | 14691          | 5241                     |
| Казенної власності  | 42             | 35                       |
| Іншої власності     | 138            | 97                       |
| Загалом             | 24374          | 11006                    |

Поселення волості:
- Нові Боровичі — колишнє державне та власницьке містечко при річці Снов за 20 верст від повітового міста, 908 осіб, 199 дворів, 2 православні церкви, постоялий двір, лавка, кісткопальний, паточний і бурякоцукровий заводи, базари, 4 ярмарки на рік. За 13 верст — цегельний завод з крупорушкою.
- Бутівка — колишнє власницьке село, 381 особа, 86 дворів, православна церква, постоялий будинок, вітряний млин.
- Гірськ — колишнє власницьке містечко при річці Снов, 338 осіб, 98 дворів, православна церква, 2 ярмарки на рік.
- Єліне — колишнє державне село при річці Снов, 521 особа, 142 двори, православна церква, постоялий будинок.
- Жабчичи — колишнє державне та власницьке село, 520 осіб, 112 дворів, православна церква, постоялий двір, постоялий будинок, лавка.
- Жовідь — колишнє державне та власницьке село при річці Жовідь, 354 особи, 82 двори, православна церква.
- Старі Боровичі — колишнє державне та власницьке село при річці Снов, 690 осіб, 134 двори, постоялий будинок.

1899 року у волості налічувалось 24 сільських громади, населення зросло до 10531 особи (5286 чоловічої статі та 5245 — жіночої).